# Musée Kwok On
Musée Kwok On (Kwok Onovo muzeum) bylo soukromé muzeum v Paříži. Nacházelo se v 15. obvodu v ulici Rue du Théâtre. Muzeum se zaměřovalo na čínské lidové umění a čínské divadlo.

## Historie
Kwok On byl hongkongský sběratel hudebních nástrojů, loutek a porcelánu, který svou sbírku v roce 1971 věnoval francouzskému sinologovi Jacquesovi Pimpaneau. Ten sbírku zpřístupnil o rok později v muzeu v Paříži. Muzeum se několikrát stěhovalo, jeho poslední sídlo bylo v Rue du Théâtre. V roce 1994 Pimpaneau muzeum vzhledem k nezájmu francouzských úřadů uzavřel a přesunul do Portugalska, kde byla sbírka o rok později vystavena v muzeu Orientu v Lisabonu.